# Jean-Louis Fournier
Jean-Louis Fournier (Calais, 19 dicembre 1938) è uno scrittore, saggista e regista francese, vincitore del Prix Femina nel 2008.

## Biografia
Nasce ad Arras, nel Nord della Francia, da Paul Léandre Emile Fournier (1911-1954), di professione medico, e da Marie-Thérèse Françoise Camille Delcourt (1916-1998), redattrice. Si avvia sulla strada del successo partendo dalla televisione, per la precisione dal canale TF1, per la quale negli anni settanta crea due serie televisive animate di un certo interesse: La Noiraude e Antivol, l'oiseau qui avait le vertige; riscuote un discreto successo per la prima, La Noiraude, alla quale lavora nel 1977 con il disegnatore Gilles Gay, creandone sessantuno episodi di tre minuti ciascuno. Nel gennaio 2008 viene riproposta su Gulli.
Collabora nel 1982 con il celebre umorista Pierre Desproges, noto per il suo humour noir del tutto anticomformista, alla realizzazione della trasmissione La Minute nécessaire de Monsieur Cyclopède su France 3, portando poi il progetto anche in Teatro nel 1984 e nel 1986. Desproges lo inizia alla lettura di Ionesco, il celebre scrittore, dal quale prende spunti significativi per la sua opera letteraria.
Nel 1989 propone sempre su FR3 una seconda serie, L'Or du diable, per la quale collabora con Roger Vrigny e Jacques Loussier.
Nel 1992 pubblica un saggio dal titolo La grammaire française et impertinente, cui seguono diversi altri quasi ogni anno sino al 2003, quando si cimenta come scrittore con il romanzo Le petit Meaulnes; ne scrive un secondo, più dissacrante, nel 2005, Satané Dieu !; poi ancora, nel 2008, un altro, Où on va, papa ?, che lo consacra tra i grandi della Letteratura francese contemporanea: grazie ad esso, infatti, gli viene conferito il Prix Femina, uno dei più prestigiosi premi letterari, non senza una certa sorpresa. Il romanzo, che narra la vicenda di un padre con due figli affetti da handicap, suscita ancora più scalpore dei due precedenti, tanto da mettere in dubbio, nel momento della scelta del romanzo vincitore del Femina, la sua stessa candidatura: infatti sembrerebbe trattarsi di una storia vera, ispirata alla triste vicenda di due ragazzi, Matthieu e Thomas Fournier; non è quindi mancata la risposta della madre dei ragazzi in un articolo intitolato Où on va, maman ?.

## Opere
- Aritmetica Applicata e Impertinente, Muzzio Biblioteca, 1994, Padova. ISBN 88-7021-699-3
- Dove andiamo, papà?,  traduzione di Elena Sacchini, Milano: Rizzoli, 2009
- Il curriculum di Dio, Vallecchi Editore, 2010 ISBN 88-8427-203-3